# Trébuchet
Pour les articles homonymes, voir Trébuchet (homonymie).
Le trébuchet ou la perrière est une arme de guerre de l’artillerie médiévale à bascule et à contrepoids lançant des projectiles. Il a été l'arme la plus puissante du XIIe au XVe siècle, avant que les canons à poudre ne le remplacent. Par rapport à la catapulte romaine, le déplacement de l'axe au centre de gravité le rendait beaucoup plus précis et sans effet de ruade (« onagre »), mais la révolution était surtout l'emploi de la force de la gravité (chute de contrepoids pouvant atteindre 30 tonnes).
Il s’agit d’un engin de siège qui a été utilisé au Moyen Âge, soit pour détruire la maçonnerie  des murs, soit pour lancer des projectiles par-dessus les fortifications. Il est parfois appelé « trébuchet à contrepoids » afin de le différencier d'une arme plus ancienne qu’on appelait « trébuchet à traction », une version primitive de l’engin où la force de propulsion était fournie par des hommes et non par un contrepoids.
Le trébuchet à contrepoids est apparu dans la première partie du XIIe siècle, vraisemblablement sur le front des croisades, puisque des auteurs musulmans le qualifient d'« arme franque ». Il pouvait lancer des projectiles de trois cents livres (140 kg) et les projeter à grande vitesse contre les fortifications ennemies.
Dans certaines circonstances, des cadavres infectés par différentes maladies ont été catapultés dans les villes dans le but de propager des épidémies parmi les assiégés, il s’agit d’une variante médiévale de la guerre biologique. Au cours des croisades, Richard Cœur de Lion a donné des noms évocateurs et pittoresques aux deux trébuchets utilisés au cours du siège de Saint-Jean-d'Acre en 1191 : « la catapulte de Dieu » et « mauvais voisin ». Les techniques de construction des trébuchets ont été perdues au début du XVIe siècle. Des reconstitutions modernes ont été réalisées depuis le milieu du XIXe siècle.

## Les armes à contrepoids

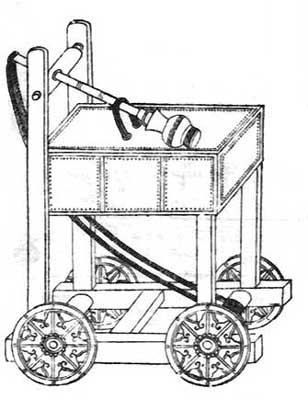
Illustration d'un engin à contrepoids du Wujing Zongyao.

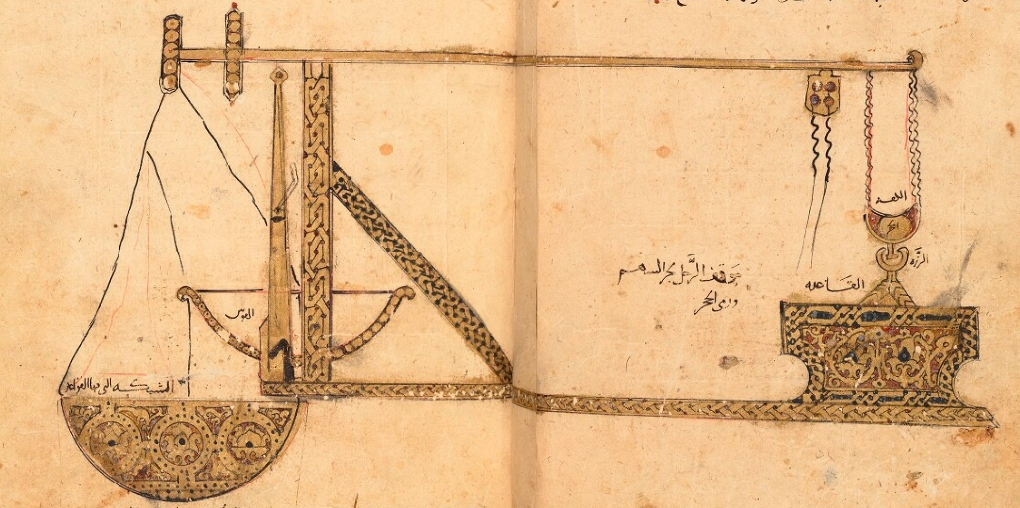
Premier dessin connu d'un trébuchet, par Tarsusi vers 1187 (Boldeian).

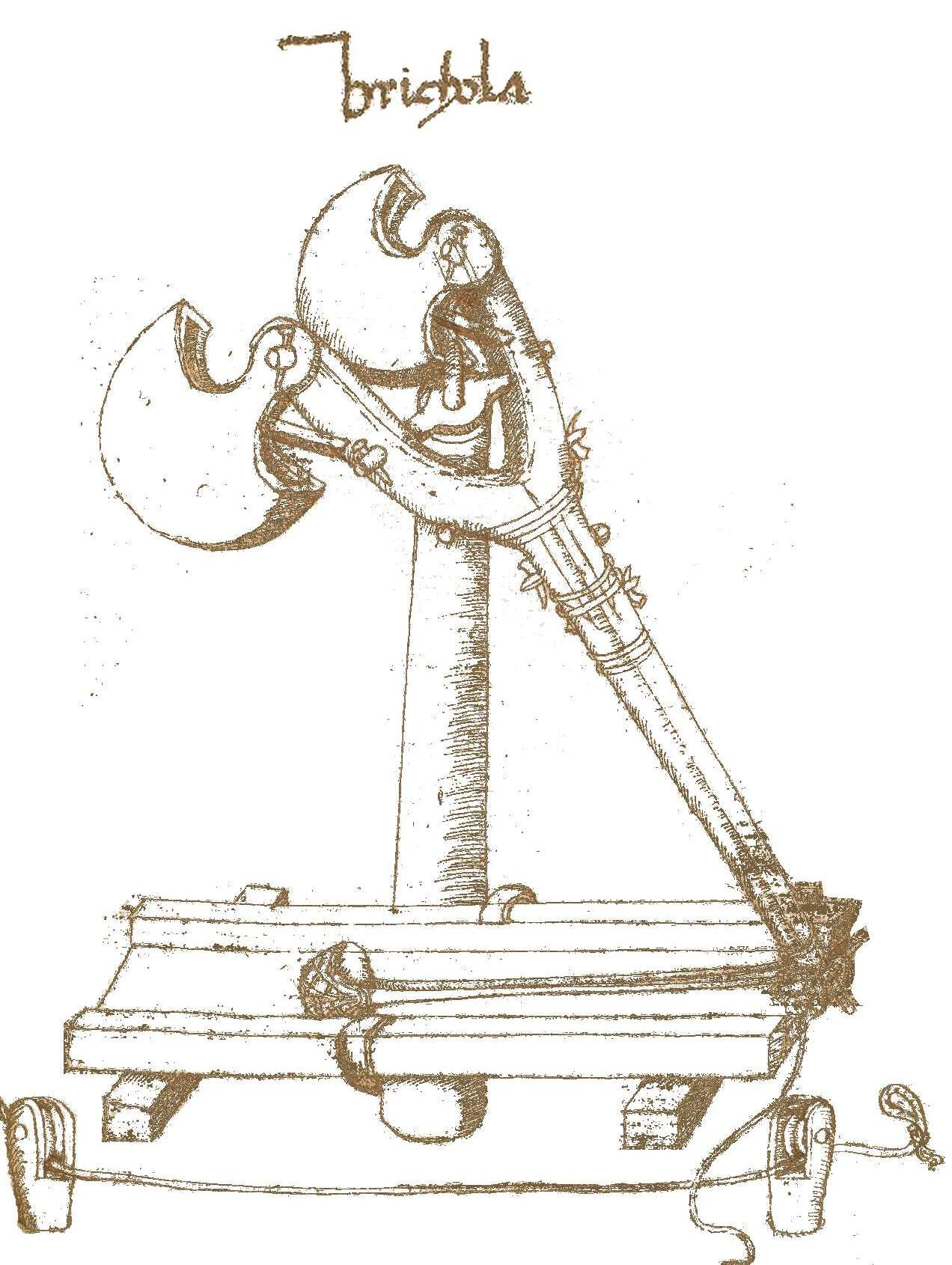
Bricole : trébuchet à 2 contrepoids monté sur un poteau (Taccola, 1433).

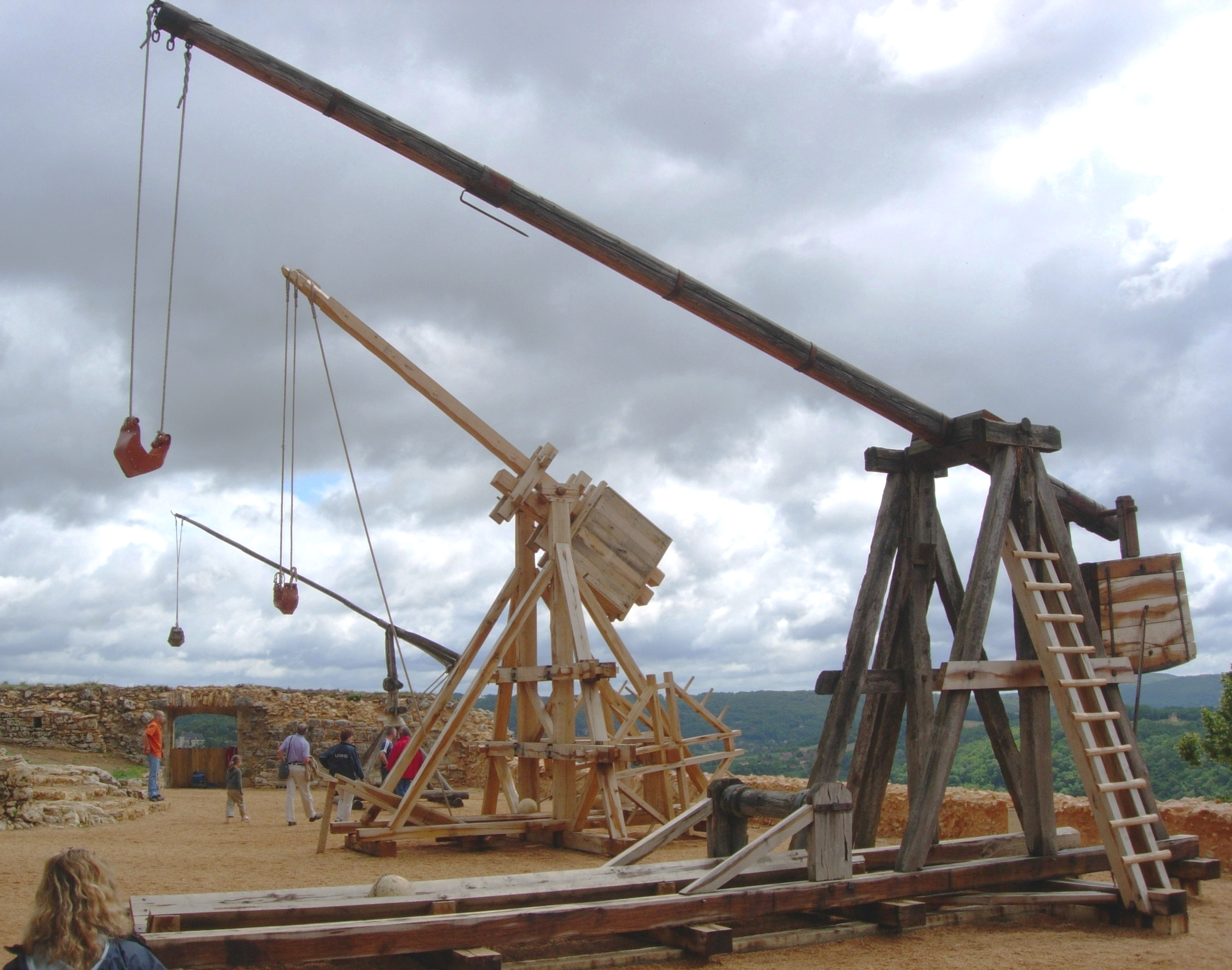
Trébuchets au château de Castelnaud.

Si le principe des engins à contrepoids est connu en Chine semble-t-il depuis le IVe siècle av. J.-C., et que sous la dynastie Song le Wujing Zongyao (1044) comporte des illustrations de telles armes montées sur roues, ou sur des bateaux utilisés principalement sur les rivières, il ne s'agissait que de petits engins, sans commune mesure avec les trébuchets à contrepoids mis au point au XIIe siècle, capables d'entamer les murs d'une ville, qui furent l'arme de guerre la plus puissante avant que les canons à poudre ne deviennent vraiment opérationnels à la fin du XVe siècle. À proprement parler, ce sont ces derniers que la langue française appelle trébuchet ou perrière.
Que la Chine n'eût pas ces trébuchets puissants est prouvé par le fait que, lors de la Bataille de Xiangyang qui préluda à la réunification de la Chine, les Mongols ne l'ont emporté sur les Song en 1273 que par l'emploi d'engins fabriqués par des ingénieurs venus spécialement du Proche-Orient, qui construisaient un modèle d'origine « franque »,.
L'usage du trébuchet, ou des « perrières et mangonneaux, » est mentionné en France au XIIe siècle,. Les croisades furent vraisemblablement l'occasion qui poussa à développer ce type d’armes de siège. Le trébuchet est une variante du mangonneau en ce sens que son contrepoids, appelé aussi huche, est articulé. Ceci lui confère de nombreux avantages, notamment en ce qui concerne l’équilibrage de l’arme. Le trébuchet nécessite également moins de servants pour le manœuvrer.
L’âge d’or du trébuchet se situe au XIIIe siècle. Il fut notamment utilisé pendant la croisade des Albigeois, comme l’attestent les fouilles faites à Carcassonne et au château de Montségur par exemple. Le roi d’Angleterre Édouard Ier fit construire un modèle particulièrement grand qui servit au siège de Stirling en 1304 ; ce trébuchet de grande puissance fut surnommé le Warwolf (en), « loup de guerre ».

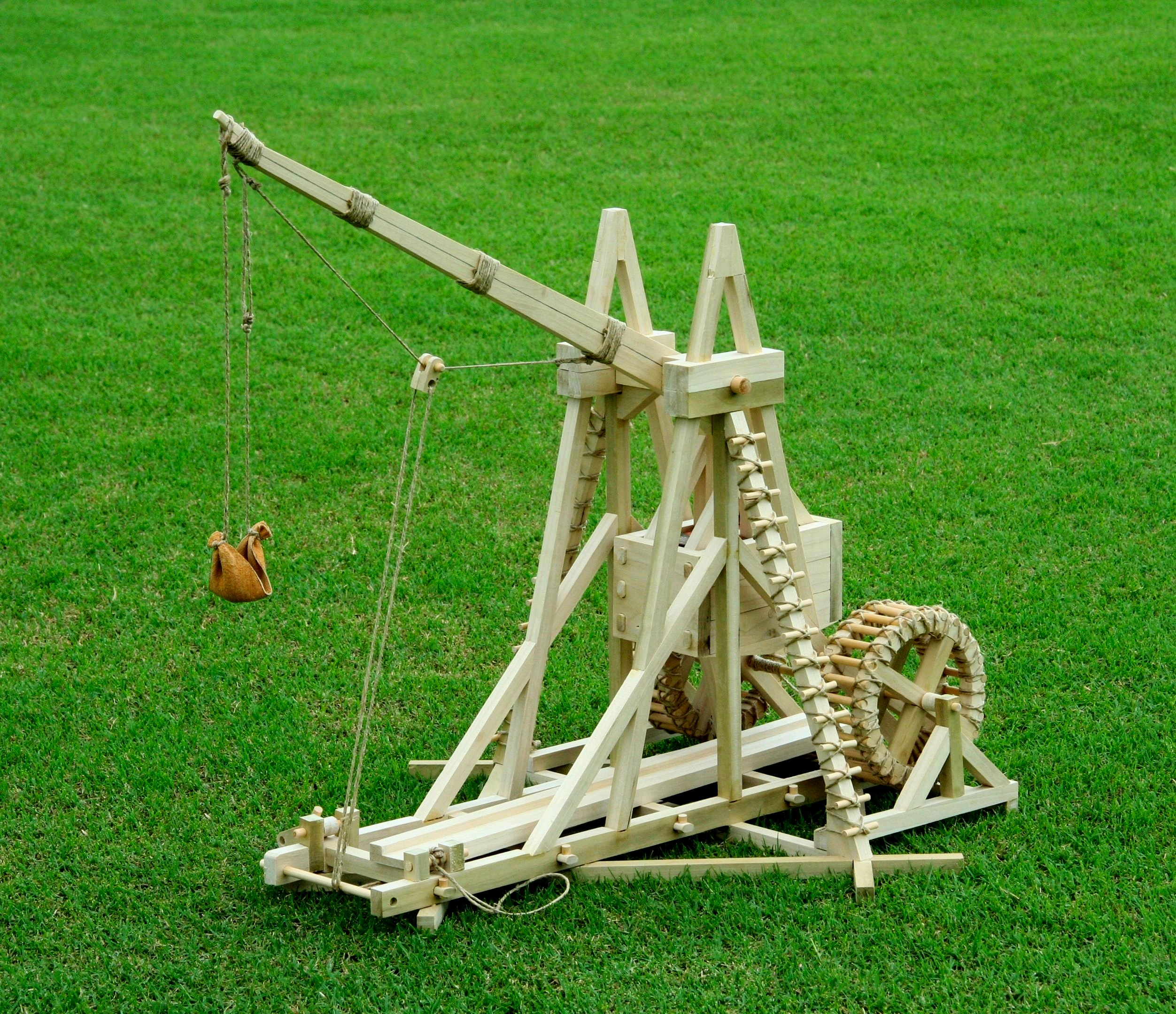
Modèle réduit fonctionnel du trébuchet construit lors du siège de Stirling et surnommé Warwolf.

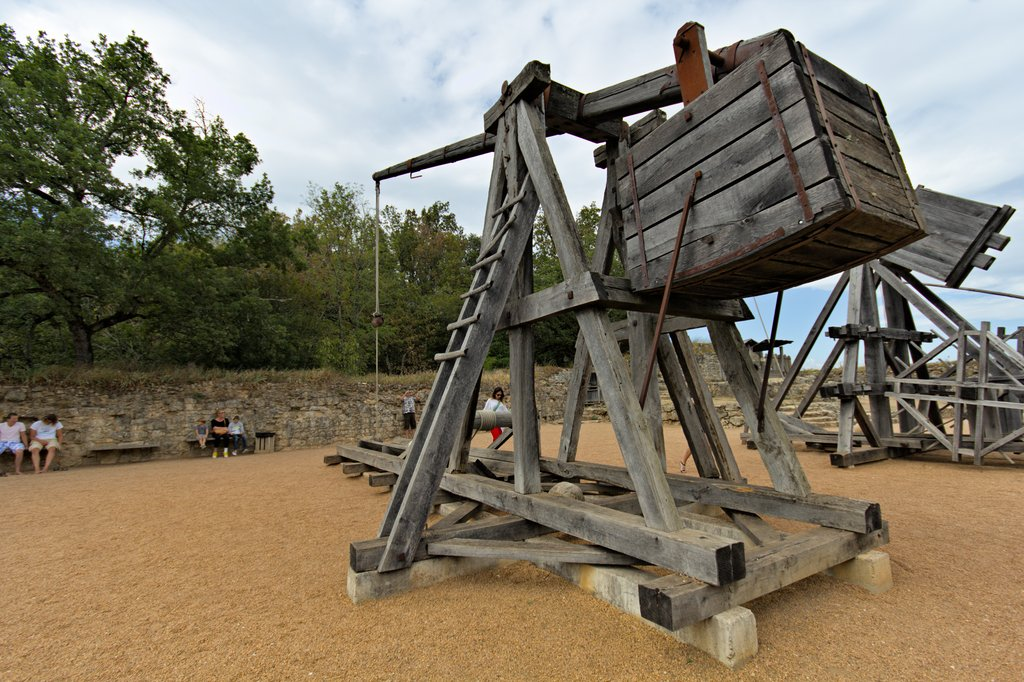
Trébuchet au château de Castelnaud-la-Chapelle.

On pense communément que le trébuchet pouvait tirer des boulets pesant jusqu'à environ 120 kilogrammes sur une distance d’un peu plus de 200 mètres. Il fallait qu'il eût une portée minimale de 150-200 mètres pour se tenir hors de portée des archers assiégés. Une machine de telles dimensions fut surtout employée comme arme de siège. Elle était pointée sur un point précis des fortifications ennemies qui étaient alors bombardées. Le trébuchet constituait également une arme de dissuasion efficace. En effet, il suffisait parfois que les assiégeants commencent à ériger une machine pour que certaines places fortes capitulent.
On développa également plus tard une variante du trébuchet, plus légère et plus mobile, qui comportait deux contrepoids situés de part et d’autre de la verge et qui, de ce fait, portait le nom de couillard ou également de biffa.
Le trébuchet fut graduellement remplacé par l’artillerie à poudre jusqu'à la cessation de son emploi au cours du XVIe siècle. Les deux systèmes d’armement cohabitent en effet pendant environ trois siècles puisque l’artillerie à poudre fut introduite vers le début de la guerre de Cent Ans opposant les Français aux Anglais, et lors du siège d’Orléans. Il faut dire qu'à l’époque, le trébuchet était d’un maniement plus simple et surtout moins dangereux que l’artillerie à poudre.
L’une des dernières utilisations du trébuchet en tant qu'arme de siège à avoir été consignée par écrit date de 1521. Étant à court de poudre à canon, Hernán Cortés fit monter un trébuchet lors du siège de la capitale aztèque Tenochtitlán. On rapporte qu'il ne servit qu'une fois, à cause d’une défaillance de conception qui causa sa propre destruction lors du premier tir. Les sources ne permettent pas de vérifier s’il s’agit réellement d’un trébuchet ou d’une catapulte.
Ces armes à contrepoids tombèrent dans l’oubli jusqu'à ce que Louis-Napoléon Bonaparte, futur Napoléon III, passionné du Moyen Âge en général et des armes de siège en particulier, tente la reconstitution d’une machine de siège en 1851. Il fait fabriquer l'engin et participe à sa conception.
La description du trébuchet par Viollet-le-Duc dans son encyclopédie médiévale telle que reproduite plus bas date également du XIXe siècle.

## Histoire

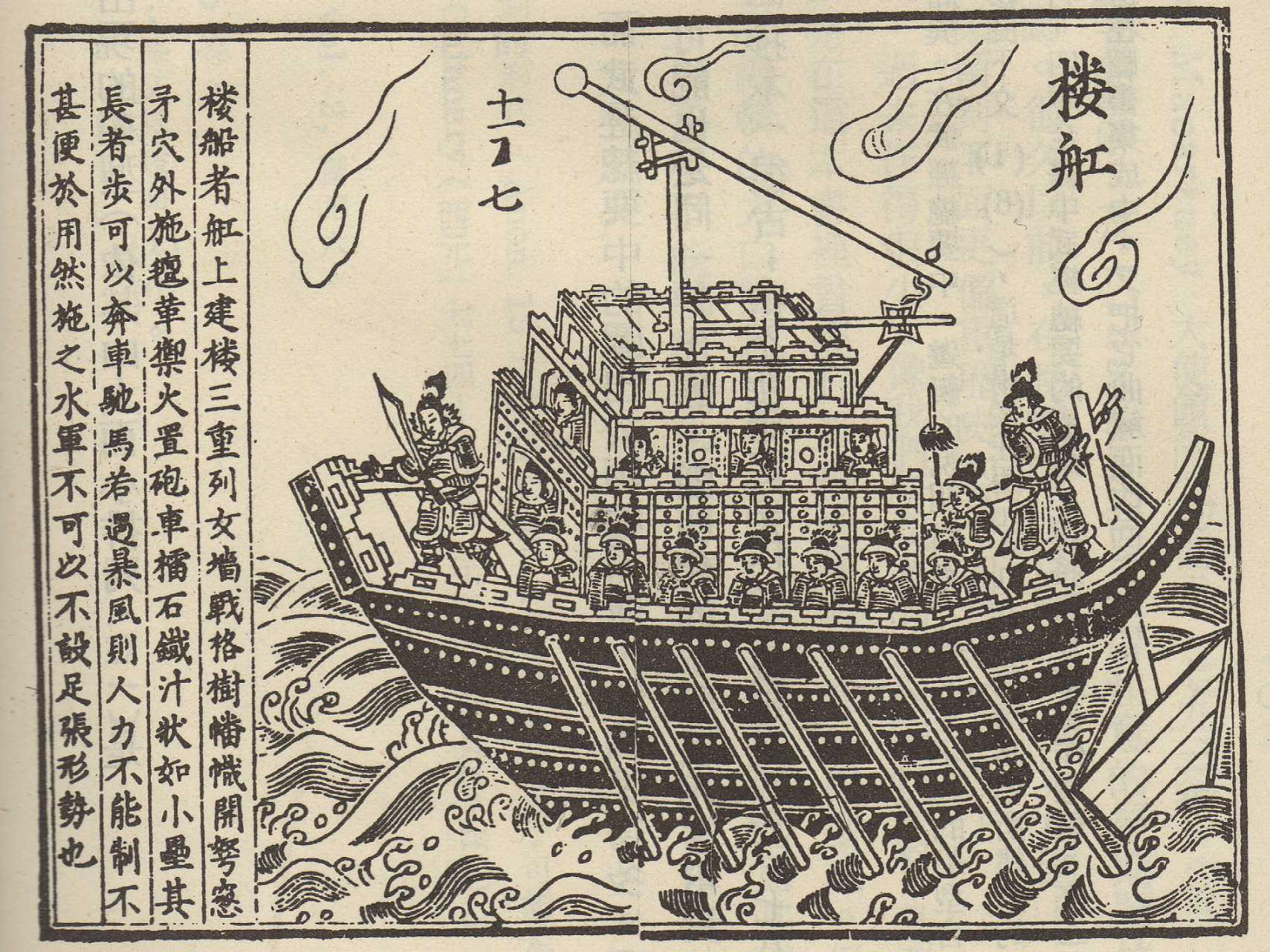
Un navire fluvial chinois de la dynastie Song avec une catapulte à traction, illustration tirée d’un texte du Wujing Zongyao de 1044.

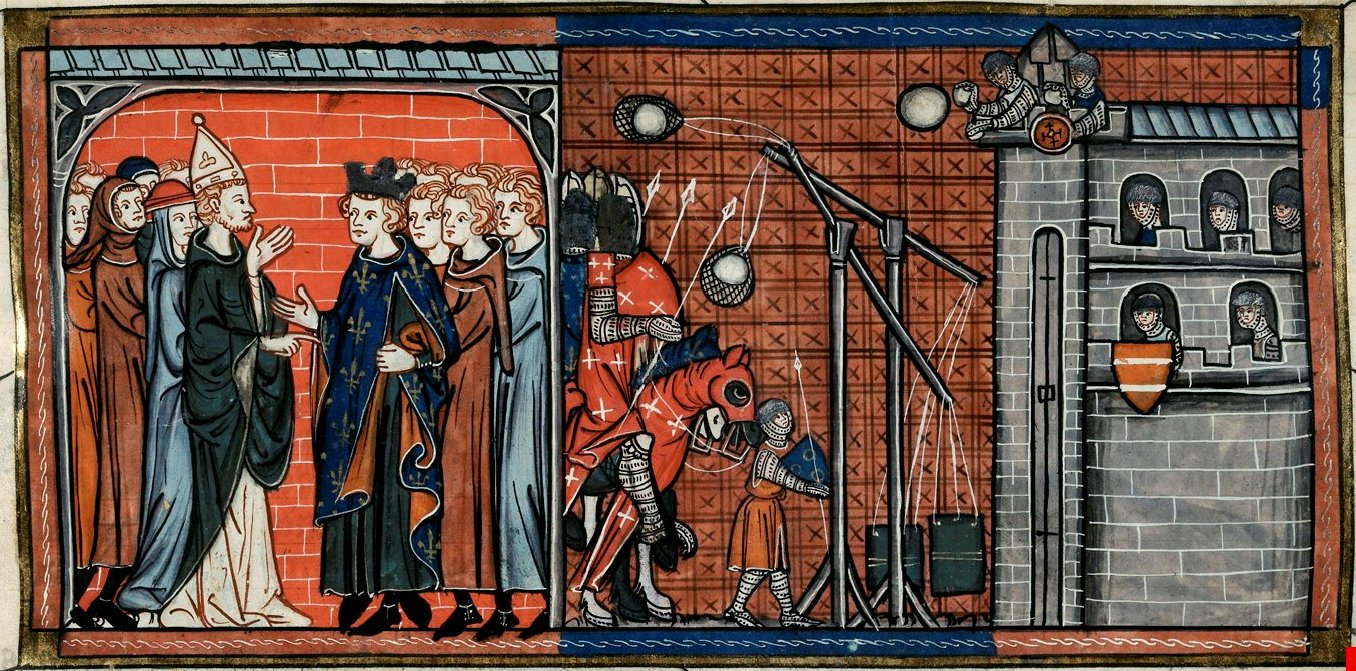
Une représentation de trébuchet lors du siège de La Rochelle en 1224 (miniature du).

Le trébuchet dérive de la fronde antique. Une variante de la fronde, le fustibale, comportait une pièce de bois pour allonger le bras et exercer la force de propulsion sur un bras de levier plus grand. Cette évolution du trébuchet à traction qui vient des Chinois, consistait à regrouper un certain nombre de personnes pour tirer sur des cordes attachées à un bras de levier plus court alors qu’une fronde était fixée sur le bras long. Ce type de trébuchet est plus petit et présente une portée plus courte, mais c’est une machine plus facilement transportable et qui possède une cadence de tir plus rapide que les grandes machines, du type de celles qui fonctionnent avec un contrepoids. Le plus petit trébuchet à traction pouvait être animé par le poids et la force de traction d'une personne utilisant une seule corde, mais la plupart étaient conçus et dimensionnés pour être manœuvrés par 15 à 45 hommes, en général deux servants par corde. Ces équipes étaient parfois constituées d’habitants de la cité apportant leur aide pour le siège ou la défense de leur ville. Les trébuchets à traction avaient une portée de 100 à 200 pieds et pouvaient envoyer des projectiles dont le poids pouvait atteindre 250 livres. On pense que les premiers trébuchets à traction ont été utilisés par les mohistes en Chine dès le Ve siècle av. J.-C. on peut en trouver des descriptions dans le  Mo Zi (compilé au IVe siècle av. J.-C.).
Le trébuchet à traction est ensuite apparu à Byzance. Le Strategikon de Maurice Ier, composé à la fin du VIe siècle mentionne des « balistes utilisables, dans les deux directions» (Βαλλίστρας έκατηρωθεν στρεφόμενας) et il s’agit probablement de trébuchets à traction (Dennis, 1998, p. 99). L’ouvrage intitulé Miracles de saint Demetrius, composé par Jean I, archevêque de Thessalonique, décrit clairement les trébuchets à traction de l'artillerie avaro-slave : « Suspendues à l'arrière de ces pièces de bois il y avait des frondes et à l'avant de solides cordes, au moyen desquelles, en tirant vers le bas et en libérant la fronde, ils propulsent les pierres vers le haut et avec un grand bruit ».
Il existe un doute sur la période exacte à laquelle les trébuchets à traction ont été connus et utilisés en Scandinavie. Les Vikings les ont peut-être connus à un stade très précoce, comme le rapporte le moine Abbo de Saint-Germain dans son épopée De bello Parisiaco datée de 890, à propos du siège de Paris (885 – 887), où des machines de guerre auraient été utilisées. Une autre source mentionne que les Normands ou les Scandinaves auraient utilisé des machines de guerre lors du siège d'Angers, en 873.
La première trace écrite de trébuchets à contrepoids se trouve probablement chez Anne Comnène, historienne byzantine (1120), qui évoque l'usage lors du siège de Nicée, en 1097, d'engins d'un modèle non ordinaire   qui ont beaucoup surpris,. Plus tard, dans son manuel militaire écrit vers 1187 pour Saladin, al-Tarsusi distingue et décrit succinctement les trébuchets arabes, persans ou turcs, et européens (rûmî),
, et en donne des croquis schématiques ; il dit que certains avaient la même puissance de propulsion qu’une machine à traction tirée par cinquante hommes, « en raison de la force constante [de la gravité], alors que les hommes n’ont pas tous la même force de traction ». Il dit aussi qu'il fallait une douzaine de jours pour construire ces machines suivant la taille de la structure. Dufour reproduit d'autres dessins du Moyen Âge, plus précis.
Il écrit que les trébuchets sont des « machines inventées par des diables mécréants », ce qui donne à penser qu’à l’époque de Saladin les musulmans étaient familiarisés avec les machines à contrepoids, mais qu’il ne croit pas qu’ils les aient eux-mêmes inventées. Ce que confirme Rashid al-Din,, Mirkhond, Al-Athir dès 1220 et Nowaïri, ainsi que le nom arabe de ces engins : manğānīqiyya ou manğānīq, du bas latin manganon, « machine de guerre », transcrivant un mot grec. — Étaient en Orient particulièrement perçues comme ‘franques’, c'est-à-dire européennes, les machines à très gros contrepoids, qui en tombant lourdement lançaient de très grosses pierres ; mais des ingénieurs de Syrie et d'Iran en fabriquaient.
Au siège de Saint-Jean-d’Acre en 1191, Richard Cœur de Lion a fait construire deux trébuchets qu'il a appelé « God's Own Catapult » et « Bad Neighbour ». Au cours d'un siège du château de Stirling en 1304, Édouard Ier a ordonné à ses ingénieurs de construire pour l'armée anglaise un trébuchet géant, nommé Warwolf (le loup de guerre). La portée et la taille des armes étaient très variables. En 1421, le futur Charles VII commanda un trébuchet (couillard) qui pouvait lancer une pierre de 800 kg, tandis qu’en 1188 à Ashyun, on a utilisé des rochers pesant jusqu'à 1 500 kg. Le poids moyen des projectiles variait probablement autour de 50 à 100 kg, avec une portée de 300 mètres. La cadence de tir pouvait être notable : au siège de Lisbonne en 1147 pendant la Reconquista, deux machines étaient capables de lancer une pierre toutes les 15 secondes.

« Au siège de Nidau, qui eut lieu en 1388, les Bernois avaient cinq machines avec lesquelles ils jetaient journellement dans la place plus de deux cents blocs de pierre pesant jusqu'à douze quintaux [~600 kg]. Nous ne voyons rien de pareil dans l'antiquité. »

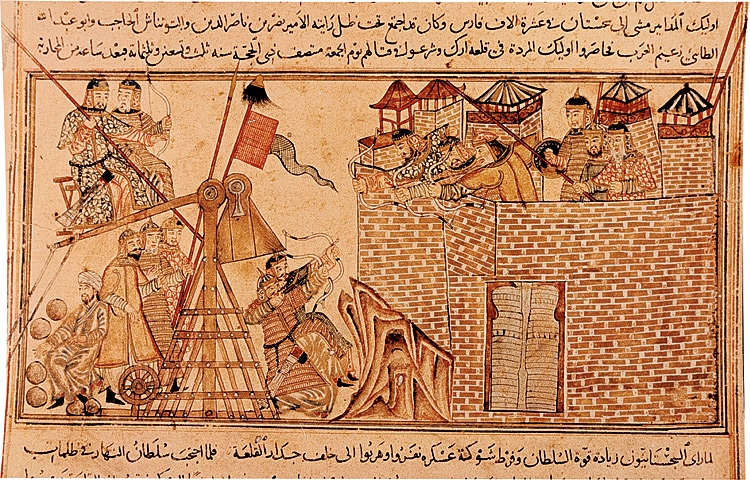
Dynastie Song assiégée par les Mongols.

En Chine, les grands trébuchets à contrepoids n’apparaissent avec certitude dans les annales, tant celles des Mongols que des Song, qu'à l'occasion de la bataille de Xiangyang où ils ont été utilisés victorieusement par les Mongols en 1273, mettant fin à un siège qui durait depuis cinq ans ; mais ils avaient été fabriqués par des ingénieurs « venus de l'Ouest », Syriens et Perses que Kubilai Khan avait fait venir spécialement. Ces engins furent ensuite utilisés avec un invariable succès jusqu'à la reddition de Hangzhou, la capitale des Song, en 1276. Les annales chinoises appellent les trébuchets « Xiangyang Pao » (chinois traditionnel : 襄陽砲 ; chinois simplifié : 襄阳炮 ; pinyin : xiāngyáng pào ; litt. « canon de Xiangyang »), du nom de la ville où ils furent employés en premier. 
Needham confirme que les trébuchets à contrepoids n'interviennent en Chine que « seulement vers la fin du XIIIe siècle », et s'il croit qu'un commandant des Jurchen-Chin pourrait avoir (may have) été l'inventeur en 1232 d'un prototype à contrepoids, il reconnaît que ce sont les modèles « de l'Ouest » employés à Xiangyang qui ont « captivé l'imagination des militaires chinois ». 
Les plus grands trébuchets exigeaient pour leur construction une quantité de bois énorme. Au siège de Damiette, en 1249 au cours de la Septième croisade, Louis IX de France a pu construire une palissade pour entourer complètement le camp des croisés avec le bois de 24 trébuchets égyptiens pris à l’ennemi.
Les trébuchets ne lançaient pas que des pierres. Des cadavres humains pouvaient aussi être utilisés dans certaines circonstances. Ainsi la Grande peste en Europe semble avoir pour origine la projection par les Mongols en 1345 de cadavres malades dans la ville de Caffa, qui contaminèrent des défenseurs Génois, lesquels portèrent la maladie en Europe. De même, en 1422, le prince Korybut, au cours du siège du château de Karlštejn, a lançé des hommes et du fumier à l’intérieur des fortifications ennemies, apparemment dans le but de propager des maladies chez les assiégés.
Avec l'introduction de la poudre à canon, le trébuchet a perdu sa place de premier engin de siège au profit du canon. Les trébuchets ont été utilisés à la fois au siège de Burgos (1475-1476) et au siège de Rhodes (1480). Les dernières utilisations militaires du trébuchet dont on garde une trace écrite sont attribuées à Cortés, au cours du siège de la capitale aztèque Tenochtitlán en 1521, tentative qui s’est soldée par un échec, l’engin ayant été détruit au premier tir, et lors du siège (1572-1573) de la ville de Sancerre, pendant les Guerres de Religion, où la population à majorité huguenote a tenu bon pendant presque huit mois contre les forces catholiques du roi.
En 1779, les forces britanniques défendant Gibraltar, constatant que leurs canons étaient incapables de tirer assez loin pour atteindre certaines cibles, ont construit un trébuchet. On ne sait pas quelle a été son efficacité : les assaillants espagnols ont finalement été vaincus, mais leur échec est largement dû à une contre-offensive.
Le capitaine Favé construit un trébuchet pour Napoléon III, qui participe lui-même à sa conception. L'engin propulse un boulet de canon puis trois obus remplis de sable à des distances de 120 à 175 m avant de s'effondrer. Cette portée est modeste compte tenu de ses dimensions (contrepoids de 4,5 tonnes et verge de 10,5 m), mais la stabilité directionnelle des lancers est remarquable, avec une déviation latérale inférieure à 3 m.
La première reconstitution moderne réussie d'un trébuchet, selon des documents d'époque (1324)[réf. souhaitée], a eu lieu en France de 1984 à 1987 grâce aux travaux de l’ingénieur français Renaud Beffeyte. Il est mis en service en juin 1987 au château de Castelnaud,. Peu après, une autre reconstruction est présentée à la tour de Londres. Des trébuchets sont également construits par Peter Vemming Hansen au Middelaldercentret (en) de Nykøbing Falster et par W. T. S. Tarver à l'Université de Toronto en 1991.
En 2024, dans le cadre de la guerre à Gaza et du débordement du conflit à la frontière avec le liban, Tsahal utilise des trébuchets pour déclencher des incendies de l'autre coté du mur de séparation,.

## Trébuchets et machines à torsion

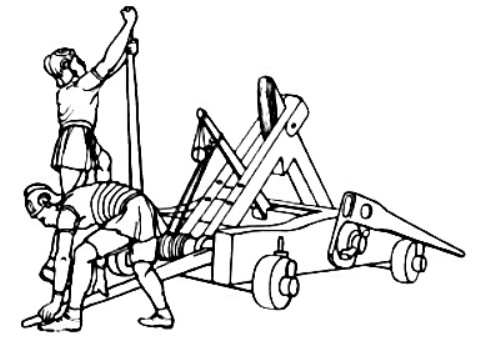
Croquis d'un onagre, un engin à torsion, dérivé d’une technologie antique par Diels.

Le trébuchet est souvent confondu avec les premiers engins à torsion qui étaient beaucoup moins puissants. La principale différence provient du fait que les engins à torsion (par exemple l’onagre et la baliste) utilisent une corde ou une ficelle torsadée pour fournir l'énergie de propulsion, alors que le trébuchet utilise un contrepoids, en général beaucoup plus proche de l'axe que la charge pour des raisons mécaniques, mais pas obligatoirement. Le trébuchet possède aussi une fronde soutenant le projectile, et un mécanisme pour le relâcher au moment le plus opportun pour un maximum d’efficacité. Les deux types de machines, les trébuchets et les engins à torsion, sont désignés par le terme générique de « catapulte », qui englobe tous les engins destinés à lancer des projectiles sans l'aide de substances explosives.

## Trébuchet à bras flottant
Le trébuchet à bras flottant est une variante plus récente du trébuchet. La principale différence réside dans le fait que, plutôt que d'être fixé à la structure, l'axe est monté sur des roues qui se déplacent sur une trajectoire perpendiculaire au sol. Cela se traduit par un mouvement du contrepoids selon un trajet plus court, lorsqu’il bascule vers le bas, ce qui augmente la quantité d’énergie communiquée au projectile et rend la propulsion plus efficace. Le plus souvent, on oblige le contrepoids à tomber verticalement en le guidant dans une fente verticale, s’assurant ainsi qu'il n'y aura pas de mouvement de va-et-vient pendant une partie du processus de lancement.

## Caractéristiques techniques
Si les dimensions et la masse de la machine peuvent grandement varier d’un modèle à un autre, il n'en demeure pas moins qu'un trébuchet de taille moyenne devait posséder les caractéristiques techniques suivantes :
- Longueur de la verge : 8 à 12 mètres ;
- Masse du contrepoids : entre 10 et 18 tonnes ;
- Masse des boulets : de 80 à 100 kilogrammes ;
- Portée maximale : un peu plus de 200 mètres ;
- Nombre de servants : environ 60 personnes (charpentiers, tailleurs de pierre, manœuvres, etc.) ;
- Cadence de tir : 1 à 2 par heure.

## Fonctionnement du trébuchet

Principe de fonctionnement.

Le trébuchet est fait d’un assemblage liant une perche à un contrepoids articulé appelé aussi huche. À l’autre extrémité était attachée une poche dans laquelle était placé le projectile, généralement un boulet de pierre taillée.
Son fonctionnement utilise le principe mécanique du levier pour propulser une pierre ou d'autres projectiles beaucoup plus loin et avec davantage de précision qu’une catapulte qui balaie le terrain. Le bras se balance jusqu'à la position verticale où, généralement à l’aide d’un crochet, l'une des extrémités de la fronde se détache, propulsant le projectile vers la cible avec une grande force.
Beaucoup de progrès ont été réalisés pour perfectionner le trébuchet. Les scientifiques s’opposent encore sur la question de savoir si dans l’antiquité on utilisait des roues pour absorber l'excès d’énergie cinétique et la transmettre au projectile. Il est connu que les poulies tournaient souvent dans les deux sens pour donner de l’élan au projectile et pour le faire glisser, ce qui augmentait la précision du tir.
Le mangonneau possède une précision plus faible que le trébuchet (qui a été introduit plus tard, peu de temps avant la découverte et la diffusion à grande échelle de la poudre à canon). Le mangonneau lance des projectiles sur une trajectoire plus basse et à une vitesse plus élevée que le trébuchet dans le but de détruire les murs, plutôt que de lancer des projectiles par-dessus les fortifications.

## Description détaillée
Note : Cette description reproduit celle de l’Encyclopédie médiévale de Viollet-le-Duc qui récapitule les connaissances théoriques sur le trébuchet à la fin du XIXe siècle.
Villard de Honnecourt nous donne le plan d’un de ces grands trébuchets à contrepoids, si fort employés pendant les guerres du XIIe et XIIIe siècle. Quoique l’élévation de cet engin manque dans le manuscrit de notre architecte picard du XIIIe siècle, cependant la figure qu'il présente et l’explication aident à comprendre ces sortes de machines. Villard écrit au bas de son plan la légende suivante (traduite de l’ancien français) :

« Si vous voulez façonner le fort engin qu’on appelle trébuchet, faites ici attention. En voici les sablières comme elles reposent à terre. Voici devant les •ii• treuils et la corde double avec laquelle on ravale la verge. Voir le pouvez en cette autre page. Il y a grand faix à ravaler, car le contrepoids est très pesant ; car il y a une huche pleine de terre, qui a •ii• grandes toises de long et •ix• pieds de large, et •xii• pieds de fond. Et au décocher de la flêche (*), pensez ! Et vous en donnez garde, car elle doit être maintenue à cette traverse du devant. »

— (*) La flèche désigne une cheville, « ravaler » : faire redescendre, « grand faix » ; grand effort.
Le plan donné par Villard montre deux sablières parallèles espacées l’une de l’autre de huit pieds, et ayant chacune trente-quatre pieds de long. À quatorze pieds de l’extrémité antérieure des sablières est une traverse qui, à l’échelle, paraît avoir vingt-cinq pieds de long ; puis quatre grands goussets, une croix de Saint-André horizontale entre les deux sablières longitudinales ; près de l’extrémité postérieure, les deux treuils accompagnés de deux grands ressorts horizontaux en bois. C'est là un engin énorme, et Villard a raison de recommander de prendre garde à soi au moment où la verge est décochée.

### Le trébuchet de Villard

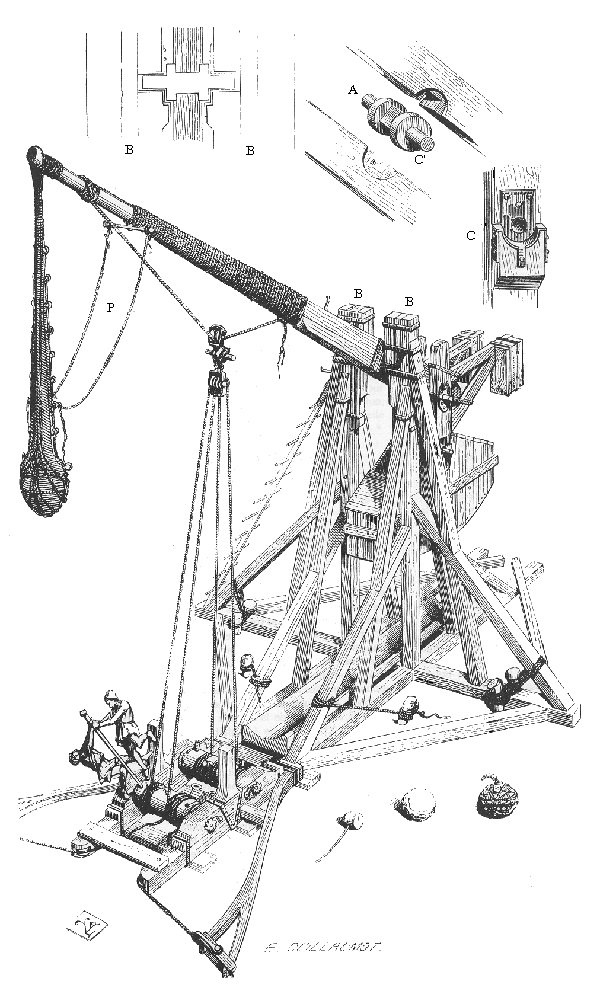
Figure 1 - Dessin français du XIXe siècle représentant un trébuchet médiéval de trois quarts.

Villard ne donne que le plan des sablières sur le sol, mais nombre de vignettes de manuscrits permettent de compléter la figure. Un des points importants de la description de Villard, c'est le cube du contrepoids.
Ces huches ne sont pas des parallélépipèdes, mais des portions de cylindres dans la plupart des anciennes représentations : or, en donnant à cette huche la forme indiquée dans la figure 1, et les dimensions exprimées dans le texte de Villard, nous trouvons un cubage d’environ 20 mètres cubes et en évaluant le poids du mètre cube de terre à 1 200 kg, nous obtenons 26 000 kg.

« Il y a grand faix à ravaler. »

Pour faire mobiliser une pareille masse, il fallait un bras de levier d’une grande longueur : la verge était ce levier, elle mesurait quatre toises à six toises de long (de huit à douze mètres), se composait de deux pièces de bois fortement réunies par des frettes de fer et des cordes, et recevant entre elles deux un axe en fer façonné ainsi que l’indique le détail A.
Les tourillons de cet axe entraient dans les deux pièces verticales B, renforcées, ferrées à leur extrémité, et maintenues dans leur plan par des contre-fiches. En cas de rupture du tourillon, un repos C recevait le renfort C’, afin d’éviter la chute de la verge et tous les dégâts que cette chute pouvait causer.

### Manœuvrer le trébuchet
Voyons comment on manœuvrait cet engin, dont le profil géométral est donné par la figure 2. Lorsque la verge était laissée libre, sollicitée par le contrepoids C, elle prenait la position verticale AB. C'était pour lui faire abandonner cette position verticale qu'il fallait un plus grand effort de tirage à cause de l’aiguité de l’angle formé par la corde de tirage et la verge ; alors, on avait recours aux deux grands ressorts de bois tracés sur le plan de Villard, et reproduits sur notre vue perspective (figure 1).

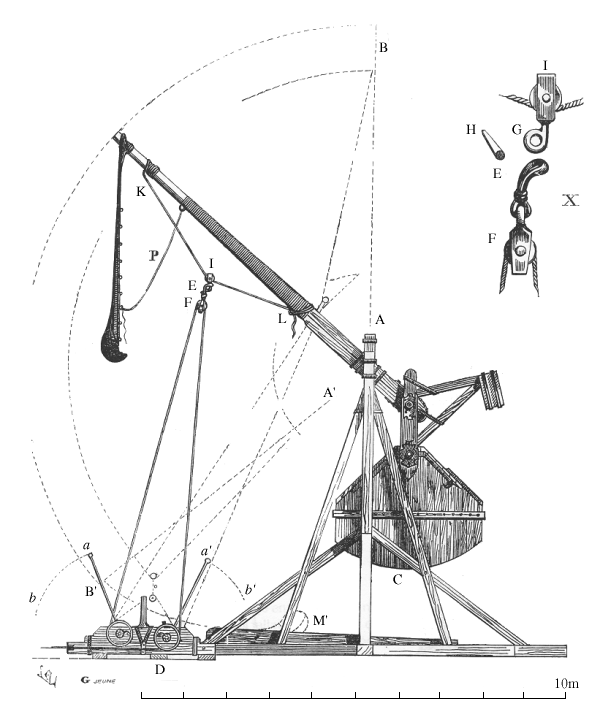
Figure 2.

Les cordes attachées aux extrémités de ces deux ressorts venaient, en passant dans la gorge de deux poulies de renvoi, s’attacher à des chevilles plantées dans le second treuil D (figure 2) ; en manœuvrant ce treuil à rebours, on bandait les deux cordes autant que pouvaient le permettre les deux ressorts. Préalablement, la boucle E, avec ses poulies jumelles F, dans lesquelles passait la corde de tirage, avait été fixée à l’anneau G au moyen de la cheville H (cf. détail X).
La poulie I roulait sur un cordage peu tendu KL, afin de rendre le tirage des deux treuils aussi direct que possible. Au moment donc où il s’agissait d’abaisser la verge, tout en étant ainsi préparé, un servant étant monté attacher la corde double à l’anneau de la poulie de tirage, on décliquait le treuil tourné à rebours, les ressorts tendaient à reprendre leur position, ils faisaient faire un ou deux tours au treuil D dans le sens voulu pour l’abattage et aidaient ainsi aux hommes qui commençaient à agir sur les deux treuils, ce qui demandait d’autant moins de force que la verge s’éloignait de la verticale.
Alors on détachait les boucles des cordes des ressorts et on continuait l’abattage sur les deux treuils en ab et a’b’. Huit hommes (deux par levier pour un engin de la dimension de celui représenté figure 1), dès l’instant que la verge était sortie de la ligne verticale, pouvaient amener celle-ci suivant la position A’B’. Le chargeur prenait la poche en cuir et cordes M, la rangeait dans la rigole horizontale en M’, plaçait dedans un projectile, puis, d’un coup de maillet, le décliqueur faisait sauter la cheville H.
La verge, n'étant pas retenue, reprenait la position verticale par un mouvement rapide, et envoyait le projectile au loin. C'est ici où l’on ne se rend pas, faute de l’expérience acquise par la pratique, un compte exact des forces combinées, de la révolution suivie par le projectile, et du moment où il doit quitter sa poche.
Quelques commentateurs paraissent avoir considéré la poche du projectile comme une véritable fronde se composant de deux attaches, dont une fixe et l’autre mobile, de manière que, par le mouvement de rotation imprimé au projectile, l’une des deux attaches de la fronde quittait son point d’attache provisoire, et le projectile ainsi abandonné à lui-même décrivait dans l’espace une parabole plus ou moins allongée.

### Brides de fronde

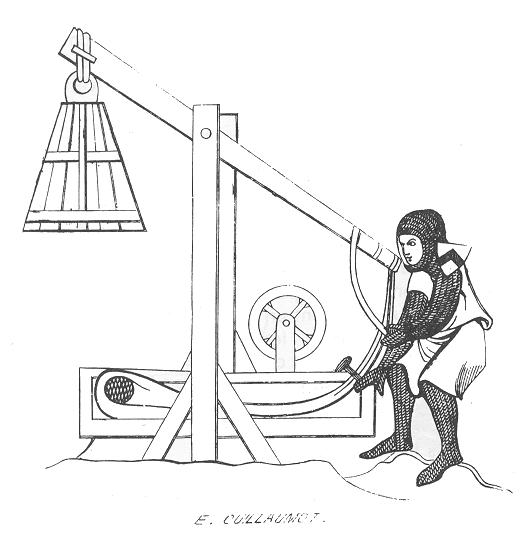
Figure 3.

D'abord, bien des causes pouvaient modifier le décrochement de l’une des cordes de la fronde : la masse du projectile, son tirage plus ou moins prononcé sur l’une des deux cordes, un léger obstacle, un frottement. Il pouvait se faire ou que le décrochement eût lieu trop tôt, alors le projectile était lancé verticalement et retombait sur la tête des tendeurs, ou qu'il ne se décrochât pas du tout, et qu'alors, rabattu avec violence sur la verge, il ne la brisât.
En consultant les bas-reliefs et les vignettes des manuscrits, nous ne voyons pas figurer ces deux brides de fronde et l’attache provisoire de l’une d’elles, au contraire les brides de la fronde paraissent ne faire qu'un seul faisceau de cordes ou de lanières avec une poche à l’extrémité, comme l’indiquent nos figures. De plus, nous voyons souvent, dans les vignettes des manuscrits, une seconde attache placée en contrebas de l’attache de la fronde, et qui paraît devoir brider celle-ci, ainsi que le fait même la vignette 3 reproduite dans les deux éditions de Villard de Honnecourt, la française et l’anglaise.
Ici, le tendeur tient à la main cette bride secondaire et paraît l’attacher à la queue de la fronde. C'est cette bride, ce sous-tendeur, que dans nos deux figures 1 et 2 nous avons tracé en P, le supposant double et pouvant être attaché à différents points de la queue de la fronde ; on va voir pourquoi.

### Mouvement de la verge

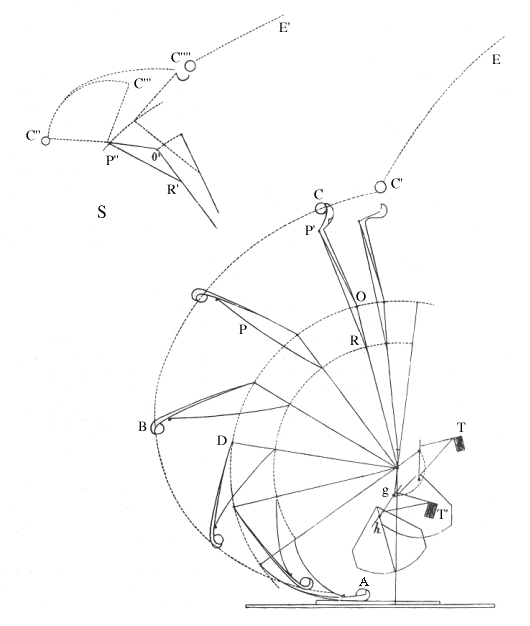
Figure 4.

Soit en figure 4 le mouvement de la verge, lorsqu'après avoir été abaissée, elle reprend brusquement la position verticale par l’effet du contrepoids et le projectile devra décrire la courbe ABC. Or il arrive un moment où la fronde sera normale à l’arc de cercle décrit par la verge, c'est-à-dire où cette fronde sera exactement dans le prolongement de la verge qui est le rayon de cet arc de cercle. Alors, le projectile, mû par une force centrifuge considérable, tendra à s’échapper de sa poche.
Il est clair que la fronde sera plus rapidement amenée dans la ligne de prolongement de la verge suivant que cette fronde sera plus courte et que la masse du projectile ne sera pas lancée du côté des ennemis, mais au contraire sur ceux qui sont placés derrière l’engin.
Il y avait donc un premier calcul à faire pour donner à la fronde une longueur voulue afin qu'ayant à lancer une masse, elle arrivât dans le prolongement de la ligne de la verge lorsque celle-ci était près d’atteindre son apogée. Mais il fallait alors déterminer par une secousse brusque le départ du projectile, qui autrement aurait quitté le rayon en s’éloignant de l’engin presque verticalement.
C'était pour déterminer cette secousse qu'était fait le sous-tendeur P. Si ce sous-tendeur P était attaché en P’, par exemple, de manière à former avec la verge et la queue de la fronde le triangle P’OR, la queue OP’ ne pouvait plus sortir de l’angle P’OR, ni se mouvoir sur le point de rotation O.
Mais le projectile C continuant sa course forçait la poche de la fronde à obéir à ce mouvement d’impulsion jusqu'au moment où cette poche, se renversant tout à fait, le projectile abandonné à lui-même était appelé par la force centrifuge et la force d’impulsion donnée par l’arrêt brusque du sous-tendeur à décrire une parabole C’E.
Si, comme l’indique le tracé S, le sous-tendeur P était fixé en P’’, c'est-à-dire plus près de l’attache de la queue de la fronde, et formait un triangle P’’O’R « dont l’angle O’ était moins obtus que celui de l’exemple précédent, la secousse se faisait sentir plus tôt, la portion de la fronde laissée libre décrivait un arc de cercle C’’C’’ », par suite du mouvement principal de la verge ; le projectile C’’’’, abandonné à lui-même sous le double mouvement de la force centrifuge principale et de la force centrifuge secondaire occasionnée par l’arrêt P’’, était lancé suivant une ligne parabolique C’’’’E’’, se rapprochant plus de la ligne horizontale que dans l’exemple précédent.
En un mot, plus le sous-tendeur P était roidi et fixé près de l’attache de la fronde, plus le projectile était lancé horizontalement ; plus au contraire ce sous-tendeur était lâche et attaché près de la poche de la fronde, plus le projectile était lancé verticalement. Ces sous-tendeurs étaient donc un moyen nécessaire pour régler le tir et assurer le départ du projectile.
S'il fallait régler le tir, il fallait éviter les effets destructeurs du contrepoids qui, arrivé à son point extrême de chute, devait occasionner une secousse terrible à la verge, ou briser tous les assemblages des contre-fiches. À cet effet, non seulement le mouvement du contrepoids était double, c'est-à-dire que ce contrepoids était attaché à deux bielles, avec deux tourillons, mais encore souvent aux bielles mêmes étaient fixés des masses en bascule, ainsi que le font voir nos figures précédentes.
Voici quel était l’effet de ces masses T. Lorsque la verge se relevait brusquement sous l’influence de la huche chargée de pierres ou de terre, les masses T en descendant rapidement exerçaient une influence sur les bielles au moment où la huche arrivait au point extrême de sa chute, et où elle était retenue par la résistance opposée de la verge. Les masses n'ayant pas à subir directement cette résistance, continuant leur mouvement de chute, faisaient incliner les bielles suivant une ligne gh et détruisaient ainsi en partie le mouvement de secousse imprimé par la tension brusque de ces bielles. Les masses T décomposaient, jusqu'à un certain point, le tirage vertical produit par la huche, et neutralisaient la secousse qui eût fait rompre tous les tourillons sans altérer en rien le mouvement rapide de la verge, en substituant un frottement sur les tourillons à un choc produit par une brusque tension.
Ces engins à contrepoids furent en usage jusqu'au moment où l’artillerie à feu vint remplacer toutes les machines de jet du Moyen Âge.

### Le trébuchet du siège de Cherbourg
Le savant bibliophile M. Pichon possède un compte (attachement) de ce qui a été payé pour le transport d’un de ces engins en 1378, lequel avait servi au siège de Cherbourg.
Voici ce curieux document, que son possesseur a bien voulu nous communiquer :

« Le monstre Thomin le bourgeois de Pontorson gouvernour de l’engin de la dite ville, du maistre charpentier, de V autres charpentiers, de X maçons et cancours, de XL tendeurs et XXXI charrets à compter le cariot qui porte la verge d’iceluy engin ; pour trois charreltiers qui sont ordennés servir celui engin au siége de Cherbourt, venu à Carentan, et nous Endouin Channeron, dotteur en la seigneurie, bailly de Costentin et Jehan des Iles, bailly illec pour le roy notre sire es terres qui furent au roy de Navarre, comis et députez en ceste partie, de par nos seigneurs les généraulx commis du roy notre sire pour le fait dudit siége; le XV jour de novembre l’an MCCCLXXVIII.

Et premièrement :

Le dit Thomin, le maistre gonduom dudit engin, X jours.

vault pour X jours. ........

Some ci-dessus.

Michel Rouffe, maistre charpentier dudit engin, X jours.

vault pour X jours. ........

Etc. »

Suit le compte des charpentiers, maçons, tendeurs, charrettes et chevaux. Cet attachement fait connaître l’importance de ces machines qui exigeaient un personnel aussi nombreux pour les monter et les faire agir.
Le chiffre de quarante tendeurs indique assez la puissance de ces engins : car à supposer qu'ils fussent divisés en deux brigades (leur service étant très fatigant, puisqu'ils étaient chargés de la manœuvre des treuils), il fallait donc vingt tendeurs pour abaisser la verge du trébuchet. Les maçons étaient probablement employés à dresser les aires de niveau sur lesquelles on asseyait l’engin.

### Le trébuchet des Albigeois
Pierre de Vaux-Cernay, dans son Histoire des Albigeois, parle de nombreux mangonneaux dressés par l’armée des croisés devant le château des Termes, et qui jetaient contre cette place des pierres énormes, si bien que ces projectiles firent plusieurs brèches.
Au siège du château de Minerve (en Minervois), dit ce même auteur, on éleva du côté des Gascons une machine de celles qu'on nomme mangonneaux, dans laquelle ils travaillaient nuit et jour avec beaucoup d’ardeur. Pareillement, au midi et au nord, on dressa deux machines, savoir une de chaque côté. Enfin, du côté du comte, c'est-à-dire à l’orient, était une excellente et immense pierrière, qui chaque jour coûtait vingt-et-une livres pour le salaire des ouvriers qui y étaient employés.
Au siège de Castelnaudary, entrepris contre Simon de Montfort, le comte de Toulouse fit « préparer un engin de grandeur monstrueuse pour ruiner les murailles du château, lequel lançait des pierres énormes, et renversait tout ce qu'il atteignait… Un jour, le comte (Simon de Monfort) s’avançait pour détruire la susdite machine ; et comme les ennemis l’avaient entourée de fossés et de barrières tellement que nos gens ne pouvaient y arriver… » En effet, on avait toujours le soin d’entourer ces engins de barrières, de claies, tant pour empêcher les ennemis de les détruire que pour préserver les hommes qui les servaient.
Au siège de Toulouse, Pierre de Vaux-Cernay raconte que, dans le combat où Simon de Monfort fut tué, « le comte et le peu de monde qui était avec lui se retirant à cause d’une grêle de pierres et de l’insupportable nuée de flèches qui les accablaient, s’arrêtèrent devant les machines, derrière des claies, pour se mettre à l’abri des unes et des autres ; car les ennemis lançaient sur les nôtres une énorme quantité de cailloux au moyen de deux trébuchets, un mangonneau et plusieurs engins… »
C'est alors que Simon de Monfort fut atteint d’une pierre lancée par une pierrière que servaient des femmes sur le toit de la basilique Saint-Sernin, c'est-à-dire à mille toises au moins de l’endroit où se livrait le combat. Quelquefois les anciens auteurs semblent distinguer, comme dans ce passage, les trébuchets des mangonneaux. Les mangonneaux sont certainement des machines à contrepoids, comme les trébuchets, mais les mangonneaux avaient une masse fixe placée à la queue de la verge au lieu d’une masse mobile, ce qui leur donnait une qualité particulière.
Villard de Honnecourt appelle l’engin à contrepoids suspendu par des bielles, à contrepoids en forme de huche, trébuchet ; d’où l’on doit conclure que si le mangonneau est aussi un engin à contrepoids, ce ne peut être que l’engin à balancier, tel que celui figuré dans le bas-relief de Saint-Nazaire de Carcassonne et dans beaucoup de vignettes de manuscrits.